# Ван ден Бром, Джон
Йозеф Антониус (Джон) ван ден Бром (нидерл. Joseph Anthonius "John" van den Brom; род. 4 октября 1966, Амерсфорт, Утрехт) — нидерландский футболист, завершивший игровую карьеру. Ныне тренер.

## Клубная карьера
Джон ван ден Бром начал свою карьеру в юношеском клубе АПВК из своего родного города Амерсфорта, позже выступал за «Квик 1890».
В 1986 году ван ден Бром перешёл в «Витесс» из города Арнем. Дебют состоялся в матче второго нидерландского дивизиона против «Эйндховена», матч завершился победой «Витесса» 3:1. За семь сезонов за «Витесс» ван дер Бром провёл 225 матчей и забил 80 мячей.
В 1993 году Джон перешёл в амстердамский «Аякс». В составе «Аякса» Джон провёл два сезона, сыграв 44 матча и забив 7 мячей. В сезонах 1993/94 и 1994/95 ван ден Бром становился чемпионом Нидерландов.
В 1995 году Джон подписывает контракт сроком на один год с турецким клубом «Истанбулспор». В чемпионате Турции сезона 1995/96 ван дер Бром провёл 22 матча и забил три мяча, а его клуб финишировал на 13 месте в чемпионате.
Завершив выступления в Турции, вернулся в Нидерланды и стал игроком своего бывшего клуба «Витесс». В «Витессе» провёл пять сезонов. Из «Витесса» перешёл в клуб «Де Графсхап» из города Дутинхем. В «Де Графсхапе» не был игроком основного состава, за три года он провёл 42 матча и забил 2 мяча. В 2003 году завершил игровую карьеру.

## Карьера в сборной
За национальную сборную Нидерландов ван ден Бром провёл два матча. Дебют состоялся 19 декабря 1990 года в матче против сборной Мальты, матч завершился разгромом Мальты со счётом 8:0. Второй и последний матч за сборную провёл против сборной Сан-Марино 24 марта 1993 года, нидерландцы одержали крупную победу со счётом 6:0. В двух матчах за сборную Джон отметился одним забитым мячом.

## Тренерская карьера
После завершения игровой карьеры Джон остался в «Де Графсхапе» и стал скаутом клуба, подыскивая молодых игроков для клуба. Скаутскую работу в «Де Графсхапе» Джон совмещал с тренерскими обязанностями, так как был тренером любительского клуба «Беннеком».
24 апреля 2004 года Джон стал тренером детской команды «Аякса». Молодёжка «Аякса» в сезоне 2005/06 участвовала в розыгрыше Кубка Нидерландов. В одной из игр случился казус. Так, в матче второго раунда против «Камбюра», который состоялся 20 сентября 2005 года, Ян Вертонген забил довольно курьёзный гол. Всё началось с того, что игрок «Аякса» Дерк Бурригтер получил травму и остался лежать на поле. Игроки «Камбюра», следуя правилам «честной игры», выбили мяч в аут. После оказания пострадавшему медицинской помощи Вертонген должен был вернуть мяч «Камбюру», однако Ян перестарался и с 50 метров отправил мяч по высокой дуге прямо в дальнюю девятку ворот «Камбюра». Таким образом «Аякс» повёл в матче 3:0, но сразу после гола тренер молодёжки «Аякса» попросил свою команду пропустить гол, и нападающий «Камбюра» Тейс Хаувинг просто закатил мяч в ворота «Аякса». В итоге «Аякс» всё же обыграл «Камбюр» со счётом 3:1, один мяч за амстердамцев забил Нурдин Бухари, а дублем отметился герой матча Вертонген.
Три года спустя в 2007 году стал главным тренером клуба АГОВВ.
С мая 2010 главный тренер клуба АДО Ден Хааг из города Гаага.
В 2012 году возглавил бельгийский «Андерлехт». В марте 2014 года покинул команду. В сентябре 2014 года подписал контракт с АЗ.
Летом 2024 года вернулся в «Витесс».

## Статистика

### Список матчей за сборную
| Матчи ван ден Брома за сборную Нидерландов | Матчи ван ден Брома за сборную Нидерландов | Матчи ван ден Брома за сборную Нидерландов | Матчи ван ден Брома за сборную Нидерландов | Матчи ван ден Брома за сборную Нидерландов | Матчи ван ден Брома за сборную Нидерландов |
| ------------------------------------------ | ------------------------------------------ | ------------------------------------------ | ------------------------------------------ | ------------------------------------------ | ------------------------------------------ |
| №                                          | Дата                                       | Соперник                                   | Счёт                                       | Голы ван ден Брома                         | Соревнование                               |
| 1                                          | 19 декабря 1990                            | Мальта                                     | 8:0                                        | —                                          | Чемпионат Европы 1992 (отбор)              |
| 2                                          | 24 марта 1993                              | Сан-Марино                                 | 6:0                                        | 1                                          | Чемпионат мира 1994 (отбор)                |

Итого: 2 матча / 1 гол; 2 победы, 0 ничьих, 0 поражений.

## Достижения
Как игрок
- Чемпион Нидерландов (2): 1993/94, 1994/95
- Обладатель Суперкубка Нидерландов (2): 1994, 1995

Как тренер
- Обладатель Суперкубка Бельгии (2): 2012, 2013